# Pepsiman
Pepsiman (яп. ペプシマン) — компьютерная игра в жанре action, разработанная и изданная японской компанией KID, выпустившей её в Японии на консоли PlayStation в 1999 году. Протагонистом игры является супергерой Пепсимен, который был создан в качестве персонажа-талисмана для японского отделения корпорации PepsiCo. Игроку необходимо уворачиваться от препятствий, используя ускорение, прыжки и скольжение, в то время как Пепсимен автоматически бежит вперёд на каждом из игровых уровней.
Игра была создана при маленьком бюджете, в результате чего в качестве наполнения контента между уровнями были использованы дешёвые видеовставки, на которых показан мужчина, пьющий Pepsi. Также в игре есть кат-сцены, модели для которых создавал будущий автор визуальных романов Котаро Утикоси.
Игровая пресса часто сравнивала Pepsiman с другими играми, такими, как Crash Bandicoot, и отмечала её простоту и невысокую цену.

## Игровой процесс

Пепсимен уворачивается от проезжающей машины. В левом верхнем углу находится счётчик собранных банок Pepsi на уровне, посередине — таймер с оставшимся временем, справа — шкала, показывающая прогресс на уровне, в нижнем углу — счётчик оставшихся жизней.

Pepsiman является игрой в жанре action, которая состоит из 4 уровней, поделённых на более мелкие сегменты. Игрок управляет супергероем по имени Пепсимен. Его задачей на каждом из этапов является вовремя добежать до людей в конце уровня (например, пассажиров самолёта, которые в результате аварийной посадки застряли посреди пустыни), которые страдают от жажды и дать им банку Pepsi. Часть уровней основана на реально существующих местах, таких, как Сан-Франциско и Нью-Йорк. Игровой процесс происходит с видом от третьего лица. Пепсимен без остановки бежит вперёд по уровню, иногда забегая в дома жителей и перемещаясь по их комнатам. Игроку необходимо уклоняться как от обычных препятствий, таких, как машины, строительные краны и людей, так и от предметов с логотипом Pepsi, таких, как грузовики, доставляющие напиток. Чтобы не задевать предметы, Пепсимен может использовать 4 действия: бег, рывок, прыжок и суперпрыжок. Игрок получает очки, собирая банки Pepsi, разбросанные по уровням.
На некоторых сегментах уровней голова Пепсимена застревает внутри металлических баков, из-за чего управление персонажем становится инвертированным, на отдельных участках супергерой использует скейтборд. Уровни имеют контрольные точки, и, если игрок задевает препятствия слишком большое количество раз, то его отбрасывает к последней достигнутой. Каждый из уровней заканчивается тем, что Пепсимена преследует большой предмет, например, огромная банка Pepsi по форме нефтяной цистерны, катящаяся по улице. Между уровнями игроку показываются видеоролики с американцем, который пьёт Pepsi, ест чипсы и пиццу во время просмотра телевизора.

## Разработка и выход игры
Pepsiman основана на одноимённом персонаже-талисмане корпорации PepsiCo, который был создан художником комиксов Трэвисом Чарестом для японского подразделения компании. Пепсимен появлялся в японских рекламных роликах, а также был включён в японскую версию игры Fighting Vipers, вышедшую в 1996-м году на Sega Saturn и стал популярным в Японии. Учитывая это, Pepsi решила использовать персонажа в отдельной компьютерной игре.
Игра была разработана японской студией KID. На разработку был выделен маленький бюджет, и вследствие этого было решено сделать дешёвые FMV-ролики с актёром Майком Баттерсом (англ. Mike Butters), пьющим Pepsi. Игра также использует трёхмерные сцены, смоделированные Котаро Утикоси, который впоследствии стал сценаристом для визуальных романов, разработанных KID. Для Утикоси это было первой работой в индустрии: он был нанят, чтобы планировать компьютерную адаптацию настольной игры, но вместо это стал частью команды разработчиков Pepsiman, которая уже начала работу над проектом, когда он присоединился к KID в 1998 году.
Игра была издана в Японии силами самой KID на консоли PlayStation 4 марта 1999 года. Хотя американский издатель пытался получить права на издание в Соединённых Штатах, проект в результате остался эксклюзивным для Японии. Несмотря на это, игра выполнена полностью на английском языке, а не японском. По словам Утикоси, игра продавалась не очень хорошо.

## Оценки и мнения
| Сводный рейтинг    | Сводный рейтинг |
| Агрегатор          | Оценка          |
| ------------------ | --------------- |
| GameRankings       | 70,00 %         |
| Иноязычные издания |                 |
| Издание            | Оценка          |
| Famitsu            | 25/40           |

Рецензенты журнала Famitsu назвали игру «супер-простой», сравнив её с Metro-Cross и Paperboy, а также охарактеризовали её как упрощённую версию Crash Bandicoot. Другие авторы высказывали похожее мнение. Обозреватель IGN также отметил сходство игры с Crash Bandicoot и посчитал её игровой процесс «упрощённым и заточенным на использование механической памяти при прохождении», добавив что игра запомнится своим чрезвычайно странным исполнением. При этом, критик посчитал что игра не была плохой, учитывая что её цена была низкой. Джеймс Миелке (англ. James Mielke) с сайта GameSpot отозвался об игре как об «отличном небольшом отвлечении» и назвал игровой процесс схожим с динамикой игр старой школы. Он также отметил невысокую цену игры, но предупредил, что её импортированные экземпляры было тяжело найти.
В 2011 году Аллистер Пинсоф (англ. Allistair Pinsof) в ретроспективной статье на Destructoid назвал игру смесью Paperboy и Muscle March в плане темпа и сложности, а также сравнил игровой процесс с Crash Bandicoot. Он посчитал, что Pepsiman является настолько «чарующе закрученным зрелищем», что очень тяжело не полюбить его. В качестве основной причины, чтобы сыграть, автор назвал чистейшее безумие, происходящее на экране, и отметил, что игра настолько одержима Америкой и показывает американцев в виде «неприятных деревенщин», что становится неясно, является ли это осознанной пародией или нет. Пинсоф заключил что игра весёлая, хотя и не без недостатков и забавное окружение вместе с большим количеством мелких деталей делают Pepsiman «бездумно-очаровательным».
В 2013 году Джастин Амирхани (англ. Justin Amirkhani) с сайта Complex включил Pepsiman в список компьютерных игр, «сделанных по известным брендам, которые не были плохими». Эта оценка была объяснена тем, что, несмотря на то, что игровая графика морально устарела, игровые механики проекта очень схожи с теми, что впоследствии использовала Temple Run, которую Амирхани назвал своей любимой игрой на iOS. Он подытожил, что Pepsiman является неплохой игрой для людей с быстрыми рефлексами, но при условии, если они смогут выдержать огромный объём рекламы в игре. Также он заявил, что Pepsiman была рекламной игрой с самым большим показателем «отображаемых логотипов в минуту».